# Готторпский вопрос

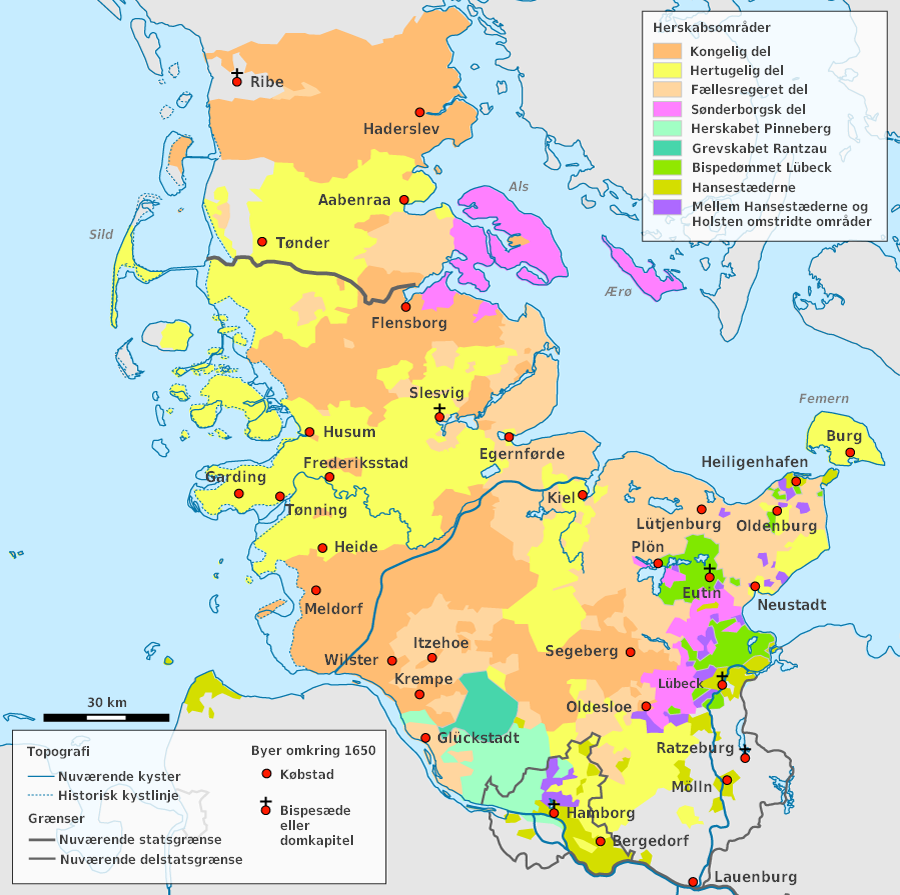
Карта Шлезвиг-Гольштейна после 1650 г. (герцогская часть обозначена жёлтым)

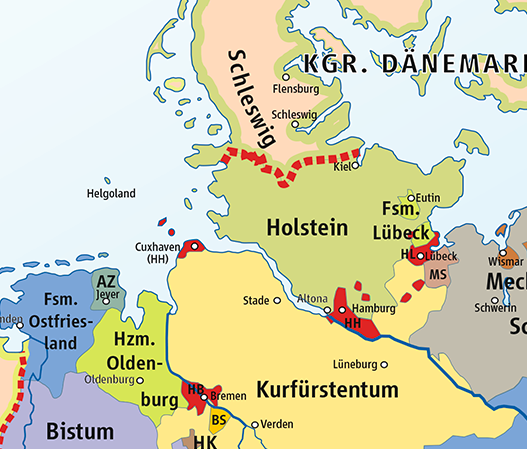
Решение готторпского вопроса: карта после отказа Павла Петровича от всех своих владений в Германии

Готторпский вопрос — вопрос о принадлежности Дании части Шлезвиг-Гольштейна.
Возникновение вопроса уходит корнями в 1544 год, когда Шлезвиг-Гольштейн был разделён на 3 части:
- Сёдерборгскую, которая осталась у Дании;
- Готторпскую, которая управлялась герцогами из династии Гольштейн-Готторпов (Готторпами);
- Хадерслёвскую.

Конфликт между Данией и Готторпами из-за так называемого «готторпского наследства» начался после раздела между ними в 1581 году Хадерслёвской части. Борьба особенно обострялась во 2-й половине XVII века и во время Северной войны 1700—1721 годов. В борьбе с Данией готторпские герцоги опирались на поддержку Священной Римской империи, подданными которой являлись.
После того, как гольштейн-готторпский герцог Карл Петер Ульрих стал в 1761 году российским императором Петром III, ситуация для Дании стала угрожающей. Однако императрица Екатерина II в 1767 году заключила с Данией договор о союзе, подтверждённый в 1773 году (так называемый Царскосельский трактат) достигшим совершеннолетия герцогом Гольштейн-Готторпским Павлом Петровичем (будущим Павлом I), который полностью урегулировал «готторпский вопрос».
Согласно заключённому трактату, наследник российского престола Павел I, бывший одновременно гольштейн-готторпским герцогом, отказывался в пользу Дании вообще от всех прав в Шлезвиг-Гольштейне в обмен на графства Ольденбург и Дельменхорст в Северо-Западной Германии, которые через 4 года от него в подарок получил Фридрих Август I Ольденбургский – родной дядя Екатерины II. В результате такого решения весь Шлезвиг-Гольштейн вошёл в состав Дании.
Размен между Готторпским домом и Данией по Царскосельскому трактату 1773 года стал одним из крупных обменов территориями в Европе в XVIII веке.